# إيفان بول كامينوف
إيفان بول كامينوف (بالألمانية: Ivan Kaminow) (و. 1930 – 2013 م) هو فيزيائي من الولايات المتحدة الأمريكية .
توفي في سان فرانسيسكو، عن عمر يناهز 83 عاماً.

## جوائز
حصل على جوائز منها:
- وسام إديسون (2013)
- قلادة فريدريك آيفس (2011)
- جائزة تشارلز هارد تاونز (1995).